# Surat Thani
Pour la province de Thaïlande, voir Province de Surat Thani.

Surat Thani (thaï สุราษฎร์ธานี) est une ville de la région Sud de la Thaïlande, capitale de la province de Surat Thani. Elle se trouve près de l'embouchure de la Tapi sur le Golfe de Thaïlande. En 2009, elle comptait 128 179 habitants .
Depuis 1969, la ville est le siège du diocèse catholique de Surat Thani, qui englobe l'ensemble du sud de la Thaïlande et compte environ 6 000 fidèles.